# Blitz Basic
Blitz Basic é uma linguagem de programação derivada do Basic criada pela Blitz Research.
A primeira versão foi inicialmente desenhada para o sistema AmigaOS (Computadores Amiga), visando ser uma plataforma mais fácil e rápida para o desenvolvimento de aplicações e jogos neste sistema. Gozou de uma boa popularidade e oferecia acesso às bibliotecas de sistema de uma forma simples e relativamente eficaz.
Depois foi feito de raiz para o sistema Microsoft Windows, mas mantendo alguns dos pontos chaves que tornaram popular no AmigaOS. Atualmente, esta linguagem tem como objetivo o desenvolvimento de jogos de um modo fácil e rápido.
A famosa série de jogos Worms, onde minhocas muito divertidas se degladeiam em uma batalha mortal com armas muito engraçadas, teve seu primeiro jogo, que deu origem à série, feito em Blitz Basic para a plataforma Amiga.
Blitz Basic 2D foi, de fato, a primeira versão do Blitz Basic, utilizando DirectX para renderização de jogos 2D. Atualmente, esta versão foi removida do sítio da Blitz Research. Mais tarde veio o Blitz Plus, que vinha com todas as ferramentas do Blitz Basic 2D, porém, possuia opções para criação de GUI no Windows.
Logo após veio o Blitz 3D, que utiliza DirectX 7 e contém a maior parte dos comando do Blitz Basic 2D, e além disso contém comandos para a criação de jogos 3D. Uma das características desta linguagem é que todo o objeto ou entidade, não importando seu tipo, mesh b3d, mesh md2, som 3d, luz do DirectX, é tratato por quase os mesmos comandos, isto é um dos fatores que o Blitz 3D proporciona de facilidade de programação.
Recentemente a Blitz Research desenvolveu o BlitzMax, que é uma linguagem de programação orientada a objetos e multi-plataforma, que serve tanto para a programação de jogos como programas (usando API do sistema operacional que se trabalha, ou seja, com isso é possível criar programas obedecendo a mesma aparência gráfica do sistema operacional em questão).
Para iniciantes em programação de jogos, Blitz 3D é uma boa opção, já que conta com DirectX, o que torna o processamento 3D rápido e funcional, possibilitando o desenvolvimento de jogos com padrão comercial.

## Exemplo de código no Blitz Basic 2D
Este código ira desenhar na tela, uma imagem em uma posição aleatória, até que a tecla ESCAPE seja pressionada.
```
Graphics 800,600
Setbuffer Backbuffer()
```

```
Minha_Imagem% = LoadImage("Imagem.bmp")
```

```
While Not Keyhit(1)
    Cls
    DrawImage Minha_Imagem%,Rand(0,800),Rand(0,600)
    Flip
Wend
```

## Exemplo de código no Blitz Plus (usando a GUI do Windows)
Este código irá criar uma janela do Windows, com um botão de sair, e esperar por alguma ação na janela ou dez segundos, após isto, irá fechar.
```
Janela = CreateWindow("Minha Janela",0,0,200,100)
CreateButton ("Sair",80,10,40,20,Janela)
```

```
WaitEvent(10000)
End
```

## Exemplo de código no Blitz 3D
Este código, cria um cone na tela, e mostra-o até que alguma tecla seja pressionada:
```
Graphics3D 800,600
SetBuffer BackBuffer()
```

```
Camera = CreateCamera()
Cone = CreateCone()
```

```
MoveEntity Camera,0,5,-15
```

```
RenderWorld
Flip
```

```
Wait keyhit (1)
```